# Budynki Wojskowej Specjalistycznej Przychodni Lekarskiej w Toruniu

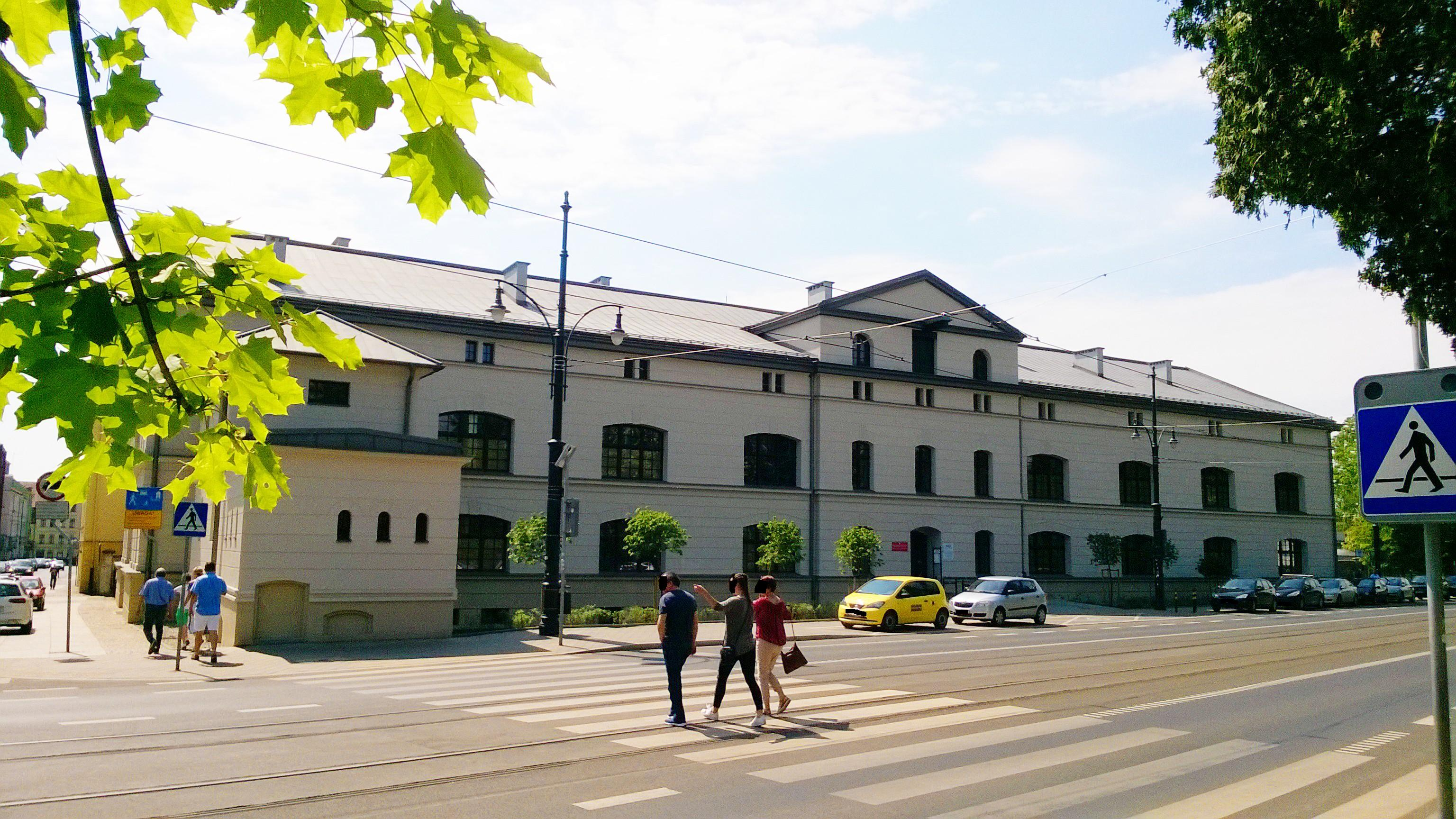
Budynek przy ul. Zaszpitalnej 2-4 (po modernizacji)

Budynki Wojskowej Specjalistycznej Przychodni Lekarskiej w Toruniu – dwa budynki (lazaret i blok chorych). Budynek dawnego bloku chorych znajduje się przy ul. Dąbrowskiego 1, a lazaretu przy ul. Zaszpitalnej 2-4.
Budynek przy obecnej ul. Zaszpitalnej wybudowano po 1820 roku, natomiast obiekt zlokalizowany przy obecnej ul. Dąbrowskiego powstał w latach 1890–1900. W 1945 roku budynki przejęło wojsko polskie, przeznaczając je na Wojskowy Szpital Garnizonowy. W latach 1957–1959 budynki gruntownie wyremontowano. Szpital od 1 stycznia 1999 roku, w ramach narodowej reformy służby zdrowia, przekształcono w Wojskową Specjalistyczną Przychodnię Lekarską.
Budynki zostały w 2006 roku wpisane do rejestru zabytków pod numerem A/908 (decyzja z dnia 28 lutego 2006).

## Nazwy szpitala i przychodni na przestrzeni lat
- Wojskowy Szpital Garnizonowy nr 1 (1920–1921)
- 8 Wojskowy Szpital Okręgowy (1921–1939)
- Wojskowy Szpital Garnizonowy (1945–1947)
- 2 Wojskowy Szpital Okręgowy (1947–1986)
- 2 Wojskowy Szpital Rehabilitacyjny z Polikliniką (1987–1994)
- Wojskowa Specjalistyczna Przychodnia Lekarska (1995–1998)
- Wojskowa Specjalistyczna Przychodnia Lekarska Samodzielny Publiczny Zakład Opieki Zdrowotnej (od 1999)

Opracowano na podstawie: